# Уолластон, Томас
Томас Уолластон (Thomas Vernon Wollaston; 1821—1878) — английский энтомолог и малаколог. Член Лондонского Линнеевского общества (1847).

## Биография
Изучал естественные науки в Кембридже, а затем совершил ряд путешествий на острова Атлантического океана с целью познакомиться с их фауной. Уолластон собрал обширные коллекции, преимущественно жуков, которые большею частью поступили в Британский музей.
Состоял в браке с Эдит.

## Труды
- «Insecta Maderensia, beeing an Account of the Insects of the Islands of the Madeiran Group.» (Л., 1854);
- «Catalogue of the Coleopterous Insects of Madeira in the collection of the British Museum» (1857);
- «Catalogue of the Coleopterous Insects of the Canaries in the Coll. of the Brit. Mus.» (1864);
- «Coleoptera Atlantidum» (1865);
- «Coleoptera Hesperidum» (1867).